# 中國火

中国火Logo

中國火是1990年代初期在中國大陸最具影響力的唱片品牌，曾在北京簽署唐朝樂隊、張楚、何勇、竇唯、王勇等北京著名的搖滾樂隊與音樂家。並成功於中國大陸推動搖滾樂浪潮，引起巨大文化效應。其中唐朝樂隊正版銷售量達數百萬張，被視為是年輕文化自信與民族美學成為創作潮流的最初代表性推動力量。

## 历史

### 最初发展
中國火隸屬於滾石唱片旗下的魔岩文化（1995年改名魔岩唱片）。魔岩文化是祖籍北京的台灣人張培仁於1991年冬天成立。張培仁1962年生，原為滾石唱片國語事業處副總經理，是當時華人世界最重要的音樂品牌滾石唱片的主要幹部成員。他少時深受西方搖滾樂文化影響，勵志為年輕華人創造可以發揮自身文化力的路逕。在1989年年初初次抵達北京，1990年參加某地下派對，看到多組北京搖滾樂隊演出，深受震撼，決心投入。辭去台灣滾石職位，在北京成立魔岩文化，並在1991年初，決定以中國火品牌，簽署唐朝樂隊，進行中國火的音樂夢想大業。
中國火品牌於1991年，邀請當時默默無聞的前青年樂隊團長賈敏恕擔任系列唱片製作人。賈敏恕首先錄製了中國火精選，在這個以品牌為名的合輯中，集結了當時中國，香港和台灣的搖滾樂隊，其中收錄了許多當時具代表性的搖滾作品。賈敏恕並於91年冬末，完成了後來影響深遠的唐朝樂隊專輯《夢回唐朝》錄製。唐朝樂隊，中國火合輯，加上之前由香港人陳健添所簽署推動並紅極一時的黑豹樂隊專輯，就成為中國火第一批問世的唱片作品。
這三張唱片由魔岩文化授權北京中國音樂家出版社出版。中國音樂家出版社為新聞出版署系統下的老字號出版社；社長吳延偉為歌唱家，亦為資深音樂藝術學者。吳延偉認為這一批作品對當時保守的環境而言，其音樂內容未曾有過，對當時盜版衝斥的環境來說，也沒有完整的行銷宣傳體系，但認為有其理想性及市場機會。決定大膽突破，在取得官方批文後，於1992年冬發行。
當時魔岩文化的行政特助胡翠松是負責此部份的行政推動業務，帶領唐朝在北京火車站前的唱片店門口進行中國音樂家出版社安排的首發式活動。當天活動據說引起巨大反應，導致公安的介入，並因而中斷。在當時媒體環境保守，沒有適合傳播渠道，也沒有搖滾樂先例的時代，唐朝專輯的發行，是一個里程碑。
唐朝專輯、黑豹專輯、中國火合輯，含盜版在內，據說總銷售量超過了兩千萬張。

### 签约魔岩三杰
1992年發行引起轟動之後，張培仁與賈敏恕成為密切的夥伴，並於1993年簽下竇唯、張楚與何勇三位創作型歌手。竇唯為黑豹樂隊第一代的主唱，後離開黑豹、自組作夢樂隊，由日本波麗佳音台灣分公司波麗佳音股份有限公司負責人倪重華簽下。後竇唯離開作夢，決定個人發展，就協議轉由魔岩文化簽約。張楚則是張培仁經過朋友引見而初次聽到他的經典作品《姐姐》，傳言張培仁聽到後淚流滿面，決定簽約。何勇則原為大地唱片歌手，後協議轉由魔岩文化經營。
該三張專輯於1994年春由上海音像出版社發行，據說當時張培仁希望打入南方市場，就與上海音樂台合作一檔音樂電台欄目，頗受好評。上海音像負責人胡戰英與副社長臧彥彬聽過後決定合作。該三張專輯的發行量及影響力亦傳播深遠，並因此促使上海音像成為當時營業最成功的中國唱片公司。
當時中國火品牌已經獲得廣大的關注，但是在中國媒體以及台港媒體上卻很少被注意，原因是中國國內環境保守，而海外的音樂市場充斥偶像與主流。對搖滾樂不能理解也不願接受。滾石唱片香港分公司當時的總經理陸少康先生冒著很大的生意風險，與香港商業電台合作，於1994年12月17日在香港紅堪舉辦了後來震動一時的搖滾中國樂勢力演唱會。唐朝、竇唯、張楚、何勇等出席演出。
演出現場反應激烈，後來港台的傳媒也給予高度評價，成為中國年輕文化力在海外演出大幅成功的第一例，也引起中國已經巨大的搖滾樂浪潮的更大化影響。該張演唱會的實況LD，據說中國含盜版銷售量已達兩千萬張。

### 后续发展
但在所有人拭目以待中國火的後續發展時，中國火卻似從市場中逐步降低了音量。傳言有多種說法：
1. 滾石唱片內部財務壓力，需要減少中國火帶來的虧損，同時也需要張培仁回台灣擔任他在行的唱片行銷工作。（張培仁後來回台灣，重組魔岩文化為魔岩唱片，並在台灣另外成功推動了台灣的另類搖滾旋風。）
2. 另有傳言指出，張培仁在中國的工作發展，引起滾石經營者的憂慮，擔心失控因而調回台灣，並防止他再進入中國市場。
3. 另一個說法，是張培仁在唐朝貝斯手張炬車禍過世後（1995年5月），傷痛欲絕，因而無法再面對。

中國火品牌後編入北京滾石唱片，當時的總經理薛中鼎請賈敏恕短期擔任品牌經理，這之間仍然發行了竇唯的豔陽天，山河水等專輯，張楚第二張專輯，中國火2，3，Ado樂隊，劉元專輯，王勇專輯等作品。到1998年左右，賈敏恕離開之後，該品牌就等於從歷史中消失。
後人評價中國火的說法不一，大部份的看法，認為中國火的系列作品是中國創作及音樂文化發展最重要的推動力量，引起了時代的共鳴，帶動日後的年輕文化發展，居功甚偉。負面的看法，則是中國火引起了超過時代環境許多的經驗，知識及資金，雖然成功的推動，但是對環境的衝擊太大，導致後繼困難。只能在歷史中留下驚鴻一撇。也讓當時紅極一時的樂隊與歌手進退失據。
張培仁曾於搖滾中國樂勢力十年紀念時，在媒體公開道歉，表示未能完成夢想的遺憾。但多次訪問中，張培仁都拒絕評論當時的背景原因及心路歷程。所以仍然有未明之處。需要知情者補述。

## 中国火合辑

### 中国火壹
语言：国语
类型：合辑
出品公司：滚石唱片
出版日期：1991年
专辑包含:
1. 姐姐 - 张楚
2. 给我一点爱 - 面孔
3. 我不能随便说 - Ado
4. 永久地等待 - 赵刚
5. Searchin' For You Life - 亚龙大
6. 累 - 红色部队
7. 别去糟蹋 - 黑豹
8. 擦去眼泪 - 自我教育
9. 飞翔鸟 - 唐朝

### 中国火贰
语言：国语
类型：合辑
出品公司：滚石唱片
出版日期：1996年
专辑包含：
1. 都一样-地下婴儿
2. 主-窦唯
3. 这个夏天-铁风筝
4. 认识了-张楚
5. 1999年8月10日-方科
6. 火星人-周韧
7. 金色的眼睛-殇
8. 三儿的问题-边缘
9. 招魂-王勇
10. 破碎-超载

### 中國火叄
语言：普通話
类型：合辑
出品公司：滚石唱片
发行时间：1998年
1. 雾中行 - 唐朝老五
2. 不要告别 - 超载
3. 大庙 - 窦唯
4. 种子 - 地下婴儿
5. 风，马，牛 - 周韧
6. 觉醒 - 地下婴儿
7. 这么大 - 张楚
8. 进化之日 - 铁风筝
9. 舞 - 唐朝老五
10. 放学啦!(DEMO) - 花儿乐队